# Szívelégtelenség
A szívelégtelenség egy olyan állapot, amelyben a szívizom összehúzódó erejének, és ezzel teljesítményének csökkenése folytán a szívbeteg mindennapos tevékenysége kényszerűen korlátozott. (Lásd: NYHA stádiumok.)
Első tünetei a fizikai aktivitás közbeni fáradékonyság és légszomj.
Oka sokféle lehet, a leggyakoribb okok a szívkoszorúerek szűkülete és a magas vérnyomás-betegség, de okozhatja a szívbillentyűk hibás működése, egyes anyagcsere-betegségek (cukorbetegség, pajzsmirigy-túltengés) vagy mérgezés (például alkohol) is, sőt egy tisztázatlan eredetű elsődleges szívizom-elfajulás (cardiomyopathia) is állhat a háttérben.
A szívműködés jelentős tartalékokkal rendelkezik, ezért az okok már hosszabb ideje is fennállhatnak, amikor a szervezet keringési igénye egyéb betegség vagy állapot fellépésekor megnő és látszólag hirtelen fellép a szívelégtelenség. Ilyen kiváltó tényezőként szerepelhet a pajzsmirigy-túlműködés, a vérszegénység, egy lázas betegség, de a terhesség is.

## Kialakulása, okai
Akut formája lehet nagyobb kiterjedésű AMI (akut myocardialis infarktus) következménye, de kiválthatja ritmuszavar (pl. pitvarremegés), hirtelen kialakuló magas vérnyomás, heveny billentyűkárosodás (pl. billentyű leszakadása) is.
Krónikus formáiban a szívizom nem tudja kompenzálni a normál/fokozott terhelést, mert
-Leggyakrabban koszorúér-betegség áll fenn (akár lezajlott szívinfarktussal)
-A szívizom egyéb jellegű túlterhelésnek van kitéve (pl. magas vérnyomás, vagy coarctatio aortae)
-Maga a szívizom károsodott (cardiomyopathia), gyulladás (myocarditis/streptococcus utóbetegség), genetikailag meghatározott izomszerkezeti eltérés vagy egyéb ok (pl. mérgezés, tartósabb oxigénhiány stb) következtében
-A szívbillentyűk károsodottak – oka civilizált országokban legtöbbször degeneráció, meszesedés, de lehetséges veleszületett billentyűbetegség, ill. a szívbelhártya gyulladása (endocarditis: streptococcus utóbetegség vagy – gyakrabban – baktériumok, gombák okozta endocarditis) következtében a szívbillentyűk deformálódhatnak és elégtelenül működnek
-A szívizom túltengésével a vérellátása nem tud lépést tartani (pl. "sportszív" egyes esetei)
-A szív működését súlyosan terhelő fejlődési rendellenességek

## Tünetei és felismerése
- Légszomj, mely terhelés közben vagy fekvő helyzetben, gyakran éjszaka is jelentkezik (ekkor a beteget felülésre kényszeríti), köhögés,
- Csökkent fizikai teljesítőképesség, fáradékonyság
- Étvágytalanság, teltségérzés a hasban
- Cianózis (a bőr kékes elszíneződése) – előrehaladott esetben
- Fogyás
- Kezdetben jellemzően az alsó végtagokon (vagy fekvő betegeken a keresztcsont tájékán) kialakuló vizenyő
- Sok esetben a betegség gyakorlott belgyógyászok számára radiológia vizsgálattal kiegészített egyszerű fizikális vizsgálattal is biztosan felismerhető. A modern vizsgálati eljárások sokcsatornás EKG, CT, MRI, echográfia,[5] ballisztokardiográfia[6] lényegében teljesen biztos kórismét tesznek lehetővé, ill. a betegség hátterét is felfedik.

### NYHA stádiumok
New York-i Szívbetegséggel Foglalkozó Társaság (New York Heart Association, NYHA) a következő négy stádiumba osztja a szívbeteg mindennapos tevékenységének kényszerű korlátozását:
- I. osztály: A fizikai aktivitás nem korlátozott. A szokásos fizikai terhelés nem okoz indokolatlan fáradtságot, nehézlégzést vagy anginás fájdalmat.
- II. osztály: A fizikai aktivitás enyhén korlátozott. A szokásos fizikai tevékenység tüneteket vált ki.
- III. osztály: A fizikai aktivitás jelentősen korlátozott. Nyugalomban a beteg panaszmentes, de már a szokásosnál kevesebb mozgás is tüneteket okoz.
- IV. osztály: Mindennemű fizikai aktivitás rontja a beteg közérzetét. A tünetek nyugalomban is fönnállnak.

### Megelőzése
A kockázati tényezők ill. kiváltó okok elkerülése. Így legfőképpen a koszorúér-betegség megelőzése (pl. dohányzás, elhízás, zsíros táplálkozás kerülése), a magas vérnyomás felismerése és kezelése. További lehetőség a fejlődési rendellenességek megelőzése, ill. kiszűrése, ha lehet, korai korrekciója, később a streptococcus okozta fertőzések (gyermek és fiatal felnőtt korban leginkább a mandulagyulladás) teljes kikezelése.

## Kezelése
A szívelégtelenség kezelésére az Európai Kardiológiai Társaság (ESC) 2012-ben adott ki javaslatot. Ezt 2016-ban frissítették. Mind a diagnózis, mind a kezelés terén elkülönítik a csökkent ejekciós frakcióval járó szívelégtelenséget (korábban szisztolés szívélegtelenség, újabban HF-REF angolul: heart failure with reduced ejection fraction) a diasztolés szívelégtelenségtől (HF-PEF, heart failure with preserved ejection fraction).

### Szisztolés szívelégtelenség kezelése
A krónikus szisztolés szívelégtelenség kezelésének célja a várható túlélés meghosszabbítása mellett a szükséges kórházi felvételek számának csökkentése és a beteg életminőségének javítása. Amennyiben a szívelégtelenséget valamilyen más, kezelhető ok okozza, úgy előbb azt rendezik. Így koszorúér (coronaria) betegségben szóba jöhet a koszorúerek ballonos tágítása ill. áthidalásos coronaria műtét (CABG = coronary artery bypass grafting), billentyűbetegségben a szívbillentyű sebészi reparációja vagy cseréje. Az életmódbeli változtatásokon túlmenően (pl. testsúlycsökkentés, só és folyadékbevitel ellenőrzése, dohányzás abbahagyása, stb.) a szívelégtelenség kezelése döntően gyógyszeres. Az ESC ajánlásában három gyógyszercsoport kap központi szerepet, melyeket ellenjavallatok hiányában gyakorlatilag minden beteg esetén előírnak. Ezek az ACE-gátlók, a Béta-receptor blokkolók és a mineralokortikoid receptor antagonisták. Vízhajtókat csak tüneti szerekként, a bokán és a lábszáron jelentkező súlyosabb vizenyő, illetve a tüdőben kialakuló pangás esetén javasolnak. Ezen gyógyszerek mellett szerepe lehet még az ivabradinnak és a digoxinnak is, bár utóbbinak a korábbi gyakorlattal ellentétben meglehetősen behatárolt az indikációja. Nem gyógyszeres kezelés egy speciális ritmusszabályozó (pacemaker), mely a tágult, és lassan összehúzódó bal kamra működését javítja – CRT (kardiális reszinkronizációs terápia). Ezt olykor kombinálják a beültethető kardioverter defibrillátorral (ICD) is.  
| Az ESC által 2012-ben javasolt terápiás algoritmus szisztolés szívelégtelenség kezelésére:                  | Az ESC által 2012-ben javasolt terápiás algoritmus szisztolés szívelégtelenség kezelésére: |
| NYHA II-IV HF-REF                                                                                           | NYHA II-IV HF-REF                                                                          |
| --- | ------------------------------------------------------------------------------------------ |
| ACE-gátló (alternatívaként ARB, angiotenzin receptor blokkoló) + B-blokkoló + pangás/ödéma esetén vízhajtó  |                                                                                            |
| Még mindig NYHA II-IV                                                                                       |                                                                                            |
| + MRB (mineralokortikoid receptor blokkoló)                                                                 |                                                                                            |
| Még mindig NYHA II-IV + bal kamrai ejekciós frakció (LVEF) ≤35% + szinusz ritmus mellett ≥70 szívfrekvencia |                                                                                            |
| + ivabradin                                                                                                 |                                                                                            |
| Még mindig NYHA II-IV, LVEF ≤35%, kérdés: QRS ≥120 másodperc?                                               |                                                                                            |
| Igen | Nem                                                                                        |
| CRT (kardiális reszinkronizációs terápia)                                                                   | ICD (beültethető kardioverter defibrillátor)                                               |
| Még mindig NYHA II-IV                                                                                       |                                                                                            |
| digoxin és/vagy hidralazin és izoszorbid-dinitrát, végállapot esetén szívátültetés                          |                                                                                            |

## Kiegészítő információk (világháló)
- Szívelégtelenség – Magyar Nemzeti Szívalapítvány
- origo egészség – Szívelégtelenség – Kialakulása, okai, Tünetei, felismerése, Kezelése, megelőzése
- Szívelégtelenség / Betegséglexikon / HáziOrvos Archiválva 2012. február 24-i dátummal a Wayback Machine-ben
- Fókuszban a szívelégtelenség, Háziorvosi fórum. Literatura Medica Kiadó (2008)[halott link]